# Schwarzkolbiger Braun-Dickkopffalter

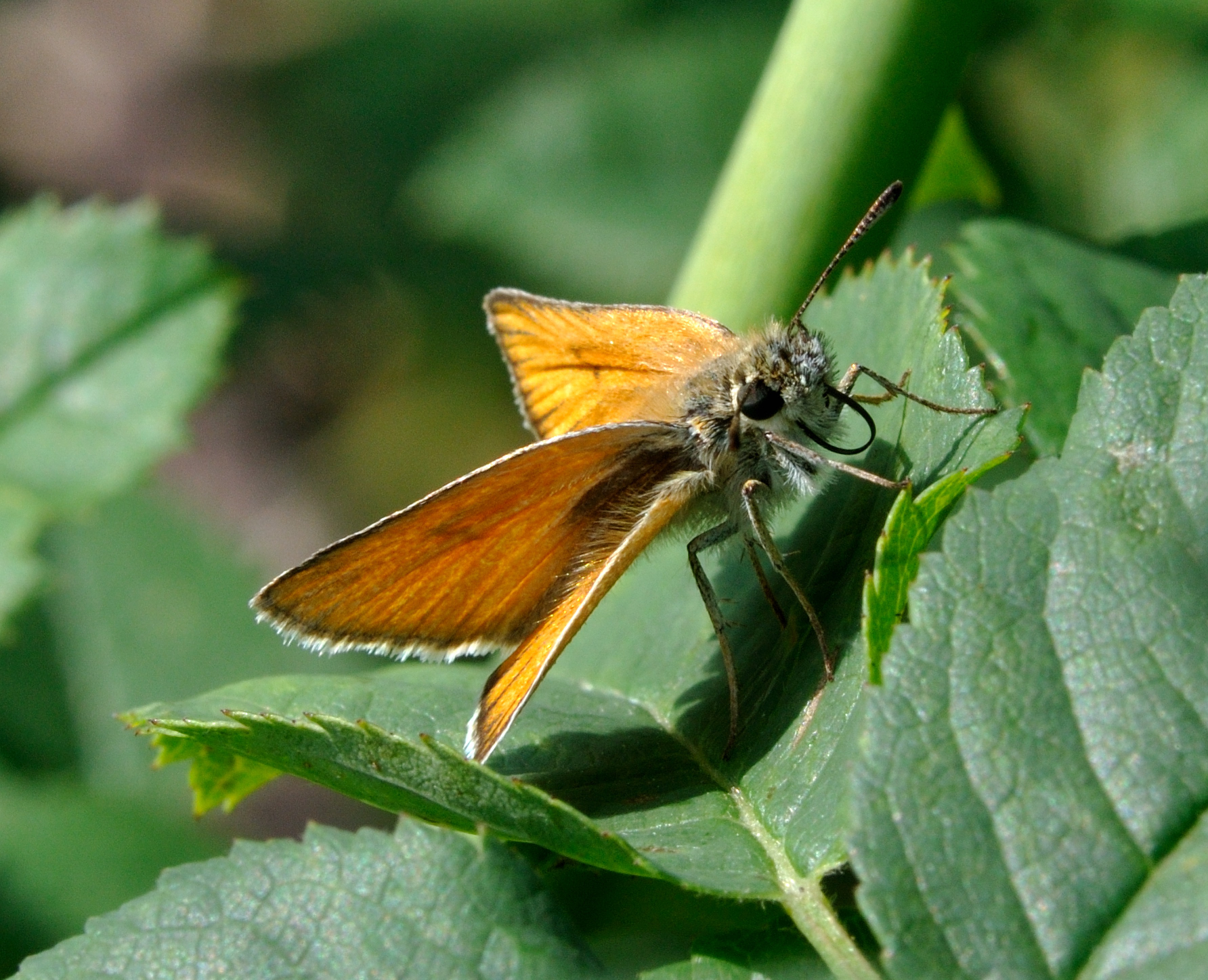
Vorderansicht; charakteristisch sind die auch unterseits schwarz gefärbten Fühlerkolben

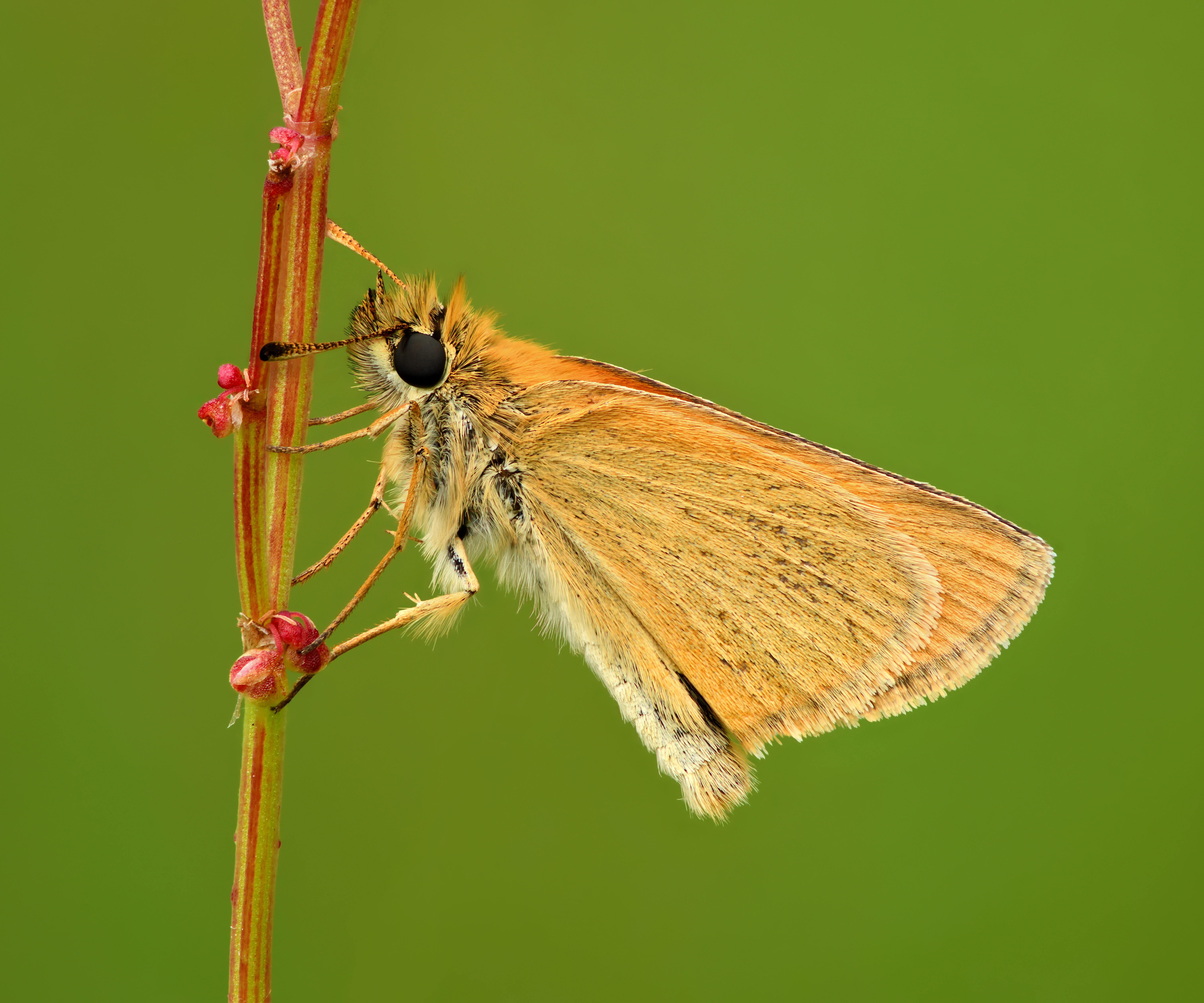
Unterseite

Der Schwarzkolbige Braun-Dickkopffalter (Thymelicus lineola) zählt wie der Braunkolbige Braun-Dickkopffalter zu den häufigen Dickkopffalterarten.

## Merkmale
Die Falter erreichen eine Flügelspannweite von 22 bis 26 Millimetern. Sie haben orangebraune Flügeloberseiten, die einen dunklen Außenrand mit hellem Saum haben. Einige Flügeladern sind dunkel gefärbt. Die Männchen besitzen im Gegensatz zu den anderen beiden ähnlichen Arten der Gattung nur undeutliche Duftschuppenstriche auf der Oberseite der Vorderflügel. Im Unterschied zum Braunkolbigen Dickkopffalter ist die Unterseite der Fühlerkolben schwarz statt braunrot und die gesamte Flügelunterseite gelbbraun, ohne grünlich-graue Bereiche.

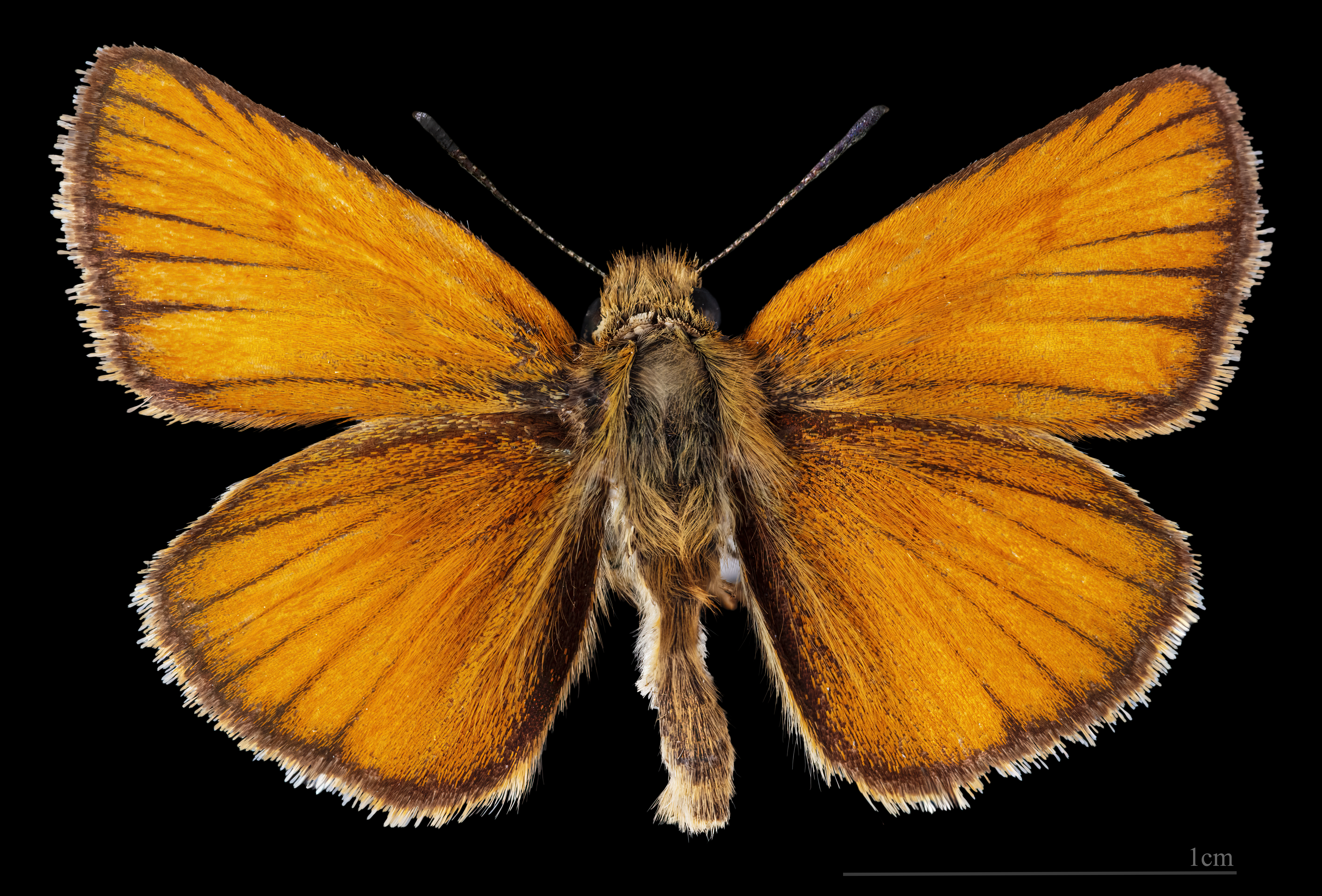
Thymelicus lineola ♂
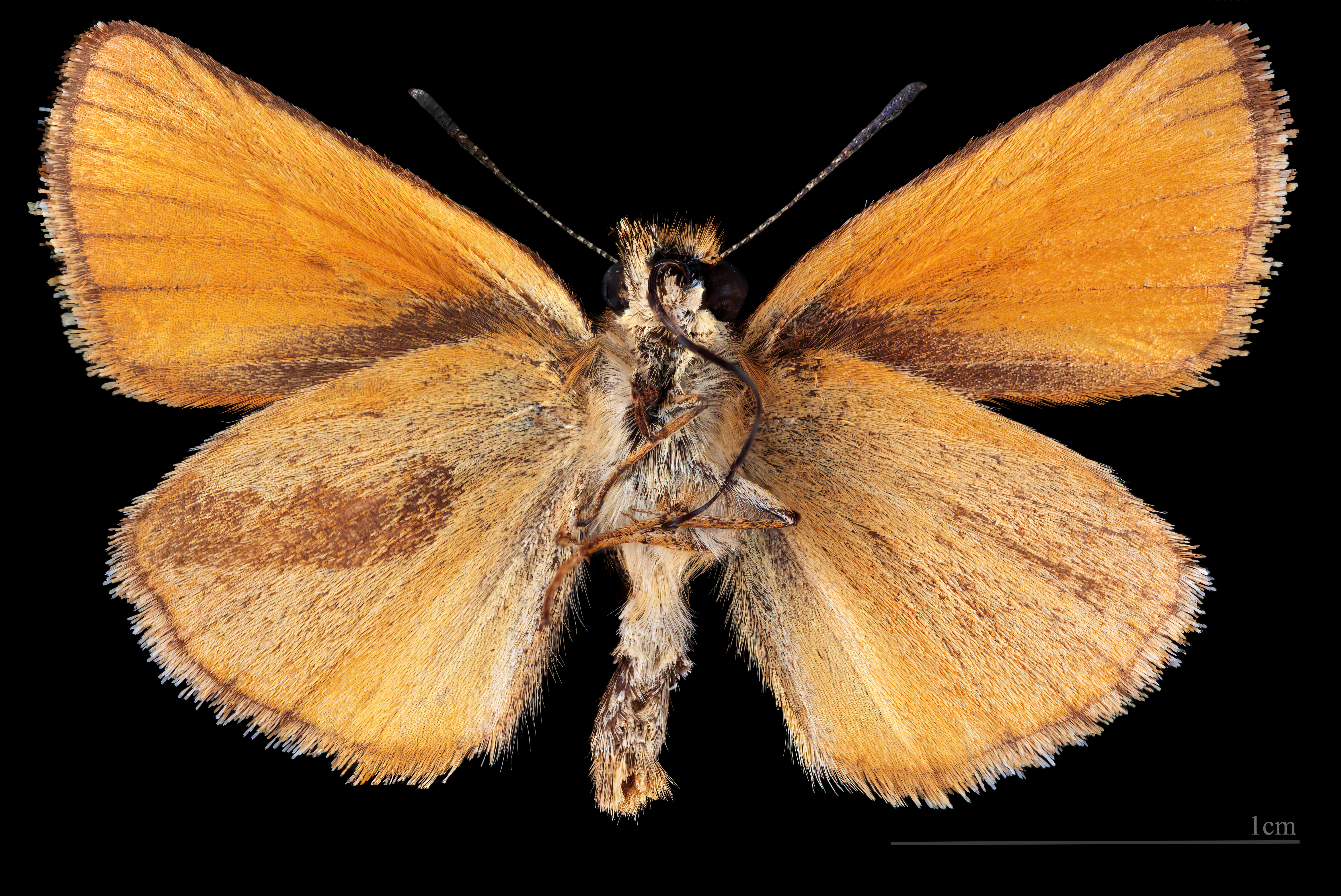
♂ △
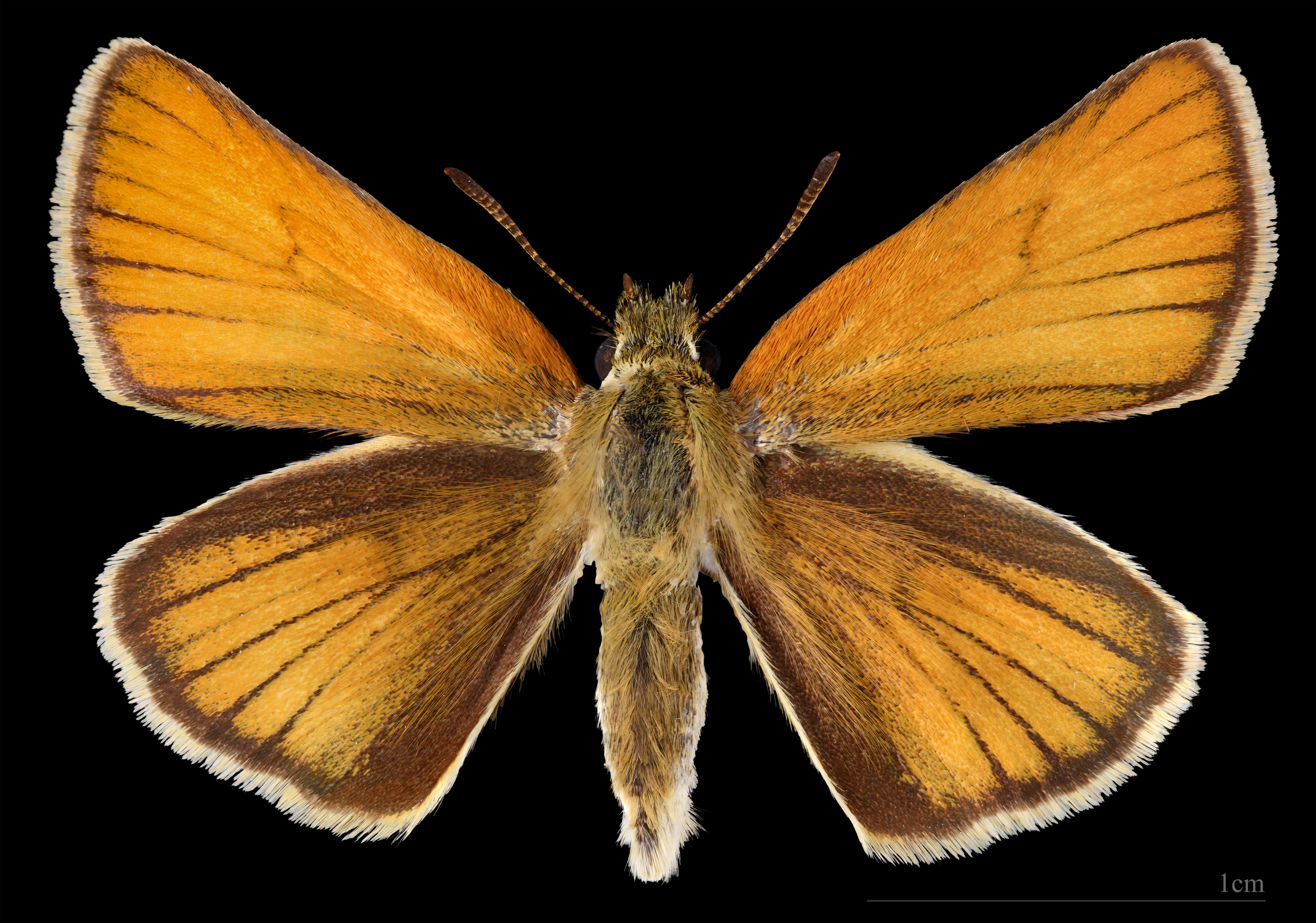
♀
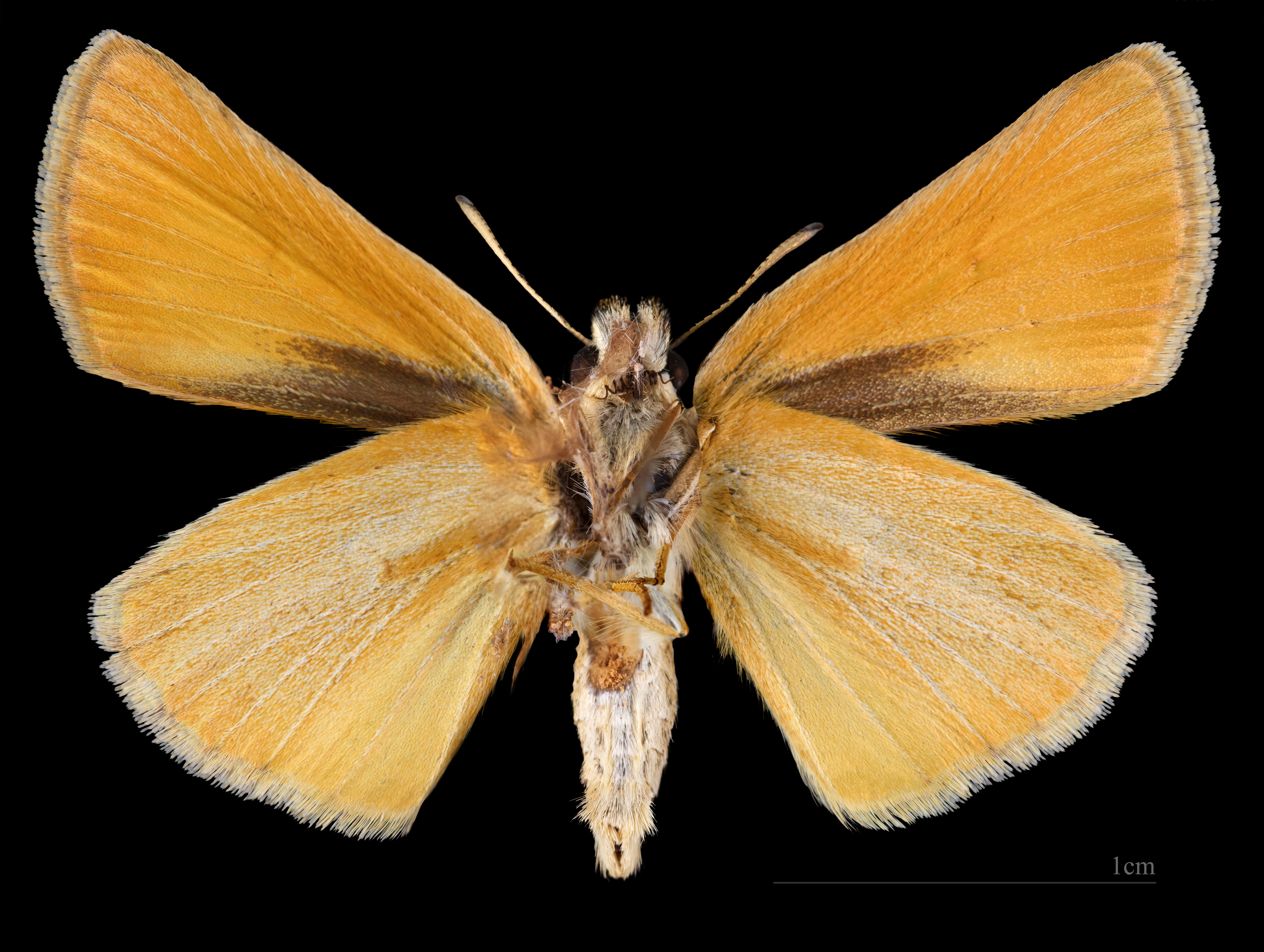
♀ △

Die Raupen werden ca. 21 Millimeter lang. Sie sind hellgrün gefärbt und haben neben einem dunkel eingefassten, hellen Rückenstreifen auf den Seiten jeweils einen weiteren hellen Streifen. Der Kopf ist grün, nur oben braun mit zwei gelben Streifen.

### Ähnliche Arten
- Braunkolbiger Braun-Dickkopffalter (Thymelicus sylvestris)
- Mattscheckiger Braun-Dickkopffalter (Thymelicus acteon)

## Vorkommen
Die Tiere sind in ganz Europa mit Ausnahme von Nordskandinavien und in Zentralasien bis zum Amur verbreitet. Man findet sie bis in eine Höhe von 2.200 Metern. In Nordamerika wurden sie 1910 in Ontario eingeschleppt und gelten dort teilweise als Schädlinge, wo sie besonders auf Lieschgräsern (Phleum) von wirtschaftlicher Bedeutung sind. In  Mitteleuropa sind sie häufig und überall zu finden und leben in trockenen wie auch in feuchten Gebieten wie z. B. auf Trockenrasen, an Waldrändern und in Feuchtwiesen.

## Flugzeit
Sie fliegen in einer Generation von Mitte Juni bis August. Die Eier findet man ab September, die Raupen nach der Überwinterung bis Juni.

## Nahrung der Raupen
Die Raupen ernähren sich von verschiedenen Süßgräsern, wie z. B. von Gewöhnlichem Knäuelgras (Dactylis glomerata), Fieder-Zwenke (Brachypodium pinnatum) und Sand-Reitgras (Calamagrostis epigejos).

## Entwicklung
Die Weibchen legen ihre ovalen, länglichen Eier in Reihen von drei bis zehn Stück an Blattscheiden dürrer Gräser. Die Raupen entwickeln sich vorerst im Ei, schlüpfen aber erst nach der Überwinterung. Sie sitzen frei auf den Halmen und verpuppen sich auch auf solchen, indem sie auf der Oberseite eines Halms ein Gespinst herstellen.

## Entwicklungsstadien

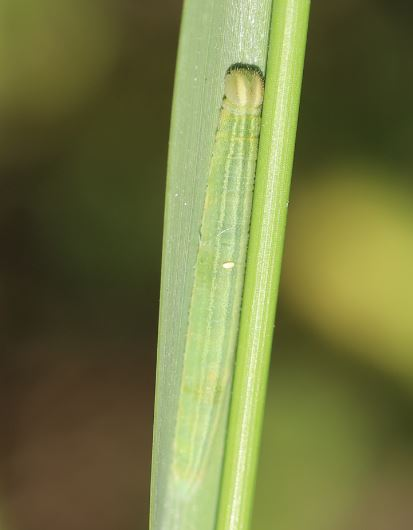
Raupe, Anfang Juni
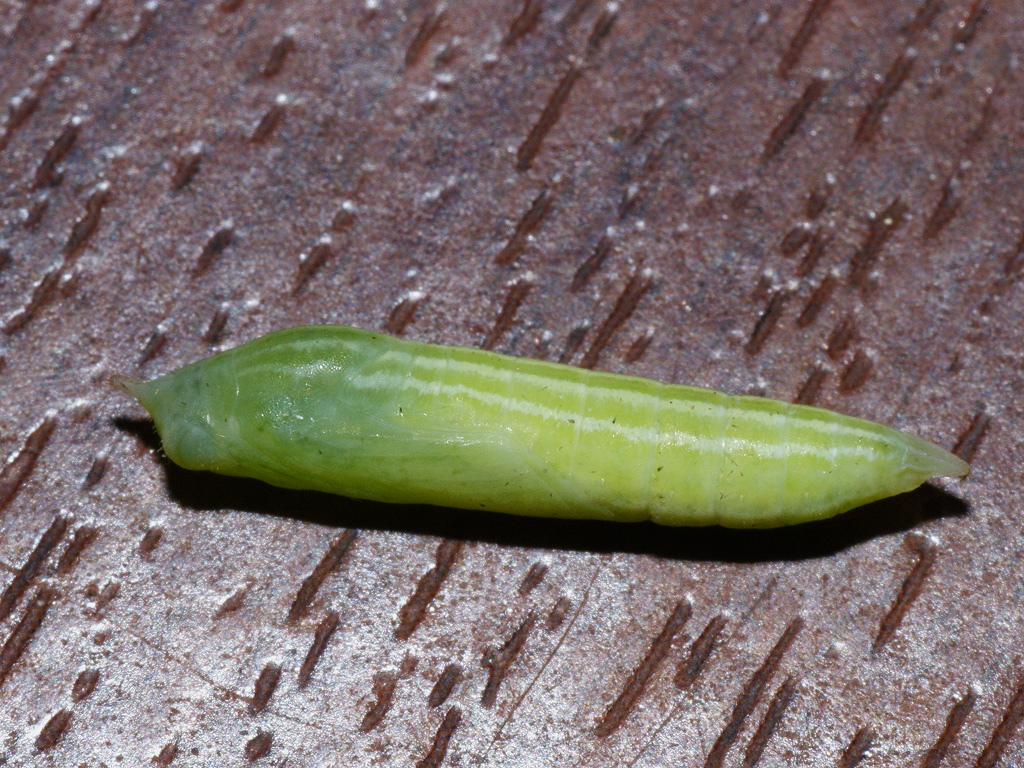
Puppe